# 外
| ウィキペディアには「外」という見出しの百科事典記事はありません（タイトルに「外」を含むページの一覧/「外」で始まるページの一覧）。 代わりにウィクショナリーのページ「外」が役に立つかもしれません。 |